# Бачинский, Эдмунд Степанович
Эдму́нд Степа́нович Бачи́нский (чеш. Edmund Bačinský укр. Едмунд Степанович Бачинський; 13 июня 1880, с. Калины, комитат Мармарош (ныне Тячевский район) — 1945, Енакиево) — общественно-политический деятель Подкарпатской Руси, мэр Ужгорода в начале 1920-х годов, министр внутренних дел первого правительства Карпатской Украины в 1938 году, сенатор Чехословацкого парламента. Доктор права. Некоторое время принадлежал к русофильскому движению.

## Биография
Эдмунд Бачинский родился 13 июня 1880 года в селе Калины Тячевского округа (комитат Мармарош) в семье греко-католического священника Степана Бачинского (1851—1936). Мать — Елизавета Фирцак, родная сестра епископа Юлия Фирцака (1836—1912).
Закончил правоведческий факультет Будапештского университета. Перед Первой мировой войной занимал административные должности в Дебрецене и других городах Венгрии. В 1922 году вернулся на Закарпатье в тогдашний комитат Унг, где был мэром Ужгорода, членом земского собрания, заместителем председателя спортивного клуба «Русь». С 1927 года по 1936 входил в общество имени Духновича, которое на протяжении трёх месяцев 1936 года возглавлял, покинув его в знак протеста против провенгерских действий Фенцика. С 1929 по 1938 год избирался сенатором чехословацкого парламента от аграрной партии. Возглавлял кооперативный союз Подкарпатской Руси, издал брошюру «Кооперация на Подкарпатской Руси».
С 11 по 26 октября 1938 года входил в первое автономное правительство Карпатской Украины, занимал в нём пост министра внутренних дел. Входил и в состав второго правительства, которое возглавлял Августин Волошин. 19 октября 1938 года Бачинский представлял интересы Карпатской Украины на переговорах в Мюнхене о будущей границе с министром иностранных дел Германии Иоахимом фон Риббентропом и премьером Словакии Йозефом Тисо.
С конца 1938 года работал в Хусте, куда переехал как министр автономного правительства. После оккупации Карпатской Украины Венгрией отошёл от политической деятельности и работал адвокатом.
В 1944 году, с занятием Карпатской Украины советскими войсками, был арестован управлением контрразведки «Смерш» 4-го Украинского фронта. В декабре 1944 года был этапирован в г. Енакиево Донецкой области, где умер от тифа на каторге в лагере для военнопленных на шахте «Юнком» в 1945 году.